# Acquigny
Acquigny és un municipi francès situat al departament de l'Eure i a la regió de Normandia. L'any 2007 tenia 1.611 habitants.

## Demografia

### Població
El 2007 la població de fet d'Acquigny era de 1.611 persones. Hi havia 608 famílies, de les quals 132 eren unipersonals (60 homes vivint sols i 72 dones vivint soles), 180 parelles sense fills, 240 parelles amb fills i 56 famílies monoparentals amb fills.
La població ha evolucionat segons el següent gràfic:
Habitants censats

### Habitatges
El 2007 hi havia 663 habitatges, 615 eren l'habitatge principal de la família, 26 eren segones residències i 22 estaven desocupats. 609 eren cases i 45 eren apartaments. Dels 615 habitatges principals, 435 estaven ocupats pels seus propietaris, 167 estaven llogats i ocupats pels llogaters i 13 estaven cedits a títol gratuït; 5 tenien una cambra, 39 en tenien dues, 88 en tenien tres, 144 en tenien quatre i 339 en tenien cinc o més. 489 habitatges disposaven pel capbaix d'una plaça de pàrquing. A 249 habitatges hi havia un automòbil i a 325 n'hi havia dos o més.

### Piràmide de població
La piràmide de població per edats i sexe el 2009 era:
| Homes | Edats   | Dones |
| ----- | ------- | ----- |
| 0     | 95 o +  | 0     |
| 0     | 90 a 94 | 4     |
| 0     | 85 a 89 | 8     |
| 8     | 80 a 84 | 4     |
| 20    | 75 a 79 | 24    |
| 24    | 70 a 74 | 24    |
| 40    | 65 a 69 | 40    |
| 28    | 60 a 64 | 48    |
| 36    | 55 a 59 | 40    |
| 68    | 50 a 54 | 52    |
| 60    | 45 a 49 | 60    |
| 52    | 40 a 44 | 40    |
| 64    | 35 a 39 | 60    |
| 52    | 30 a 34 | 40    |
| 56    | 25 a 29 | 40    |
| 20    | 20 a 24 | 28    |
| 72    | 15 a 19 | 52    |
| 44    | 10 a 14 | 56    |
| 48    | 5 a 9   | 56    |
| 20    | 0 a 4   | 40    |

## Economia
El 2007 la població en edat de treballar era de 1.050 persones, 808 eren actives i 242 eren inactives. De les 808 persones actives 739 estaven ocupades (387 homes i 352 dones) i 69 estaven aturades (33 homes i 36 dones). De les 242 persones inactives 74 estaven jubilades, 76 estaven estudiant i 92 estaven classificades com a «altres inactius».

### Ingressos
El 2009 a Acquigny hi havia 607 unitats fiscals que integraven 1.561 persones, la mediana anual d'ingressos fiscals per persona era de 21.614 €.

### Activitats econòmiques
Dels 113 establiments que hi havia el 2007, 3 eren d'empreses extractives, 4 d'empreses alimentàries, 2 d'empreses de fabricació de material elèctric, 9 d'empreses de fabricació d'altres productes industrials, 20 d'empreses de construcció, 23 d'empreses de comerç i reparació d'automòbils, 4 d'empreses de transport, 7 d'empreses d'hostatgeria i restauració, 2 d'empreses d'informació i comunicació, 2 d'empreses financeres, 5 d'empreses immobiliàries, 9 d'empreses de serveis, 12 d'entitats de l'administració pública i 11 d'empreses classificades com a «altres activitats de serveis».
Dels 35 establiments de servei als particulars que hi havia el 2009, 1 era una oficina de correu, 5 tallers de reparació d'automòbils i de material agrícola, 1 autoescola, 4 paletes, 4 guixaires pintors, 4 fusteries, 2 lampisteries, 1 electricista, 2 empreses de construcció, 3 perruqueries, 6 restaurants, 1 agència immobiliària i 1 saló de bellesa.
Dels 6 establiments comercials que hi havia el 2009, 1 era una gran superfície de material de bricolatge, 3 fleques, 1 una fleca i 1 una joieria.
L'any 2000 a Acquigny hi havia 4 explotacions agrícoles.

## Equipaments sanitaris i escolars
L'únic equipament sanitari que hi havia el 2009 era una farmàcia.
El 2009 hi havia una escola elemental.

## Poblacions més properes
El següent diagrama mostra les poblacions més properes.